# Spreckels
Spreckels es un lugar designado por el censo ubicado en el condado de Monterrey en el estado estadounidense de California. En el año 2020 tenía una población de 692 habitantes y una densidad poblacional de 2,306.7 personas por km².

## Geografía
Spreckels se encuentra ubicado en las coordenadas 36°37′19″N 121°38′49″O / 36.62194, -121.64694. Según la Oficina del Censo, la ciudad tiene un área total de 0,3 km² (0,1 mi²), de la cual 0,3 km² (0,1 mi²) es tierra y 0 km² (0 mi²) 0.00% es agua.

## Demografía
Los ingresos medios por hogar en la localidad eran de $58,009, y los ingresos medios por familia eran $51,250. Los hombres tenían unos ingresos medios de $22,250 frente a los $24,750 para las mujeres. La renta per cápita para la localidad era de $19,752. Alrededor del 1.1% de la población estaban por debajo del umbral de pobreza.